# 七星市场站
七星市場站（：／ Chilseong-sijang yeok */?）是大邱地鐵1號線沿線的一座地下車站，位於韓國大邱廣域市北區七星洞2街，韓語副站名為「MS再建醫院」（MS재건병원）。

## 車站結構
站體為2面2線側式月台的地下車站，候車月台設有月台幕門，並有4處出口。

### 月台配置
| 大邱站 ↑ |
| \| 上    |
| ↓ 新川   |

| 月台 | 路線               | 目的地                       |
| ---- | ------------------ | ---------------------------- |
| 上行 | ●大邱都市铁道1号线 | 半月堂、中央路、舌化椧谷方向 |
| 下行 | ●大邱都市铁道1号线 | 東大邱站、半夜月、安心方向   |

## 歷史
- 1998年5月2日：七星站（칠성역）落成啟用。
- 2003年2月18日：因大邱地铁纵火案而关闭。
- 2003年10月21日：車站重新开放。
- 2008年1月1日：改为现在名称。

## 車站周邊
- 七星市場（朝鲜语：칠성시장）
- 景明市場
- 東大邱市場
- 大邱市政府
- 七星治安中心
- 大邱北部消防署七星分駐所
- 聯合醫院
- 江南藥局
- 新岩2洞郵局
- NH農協銀行（朝鲜语：NH농협은행）七星洞分行
- 大鳳橋站
- 慶大醫院站

## 圖片

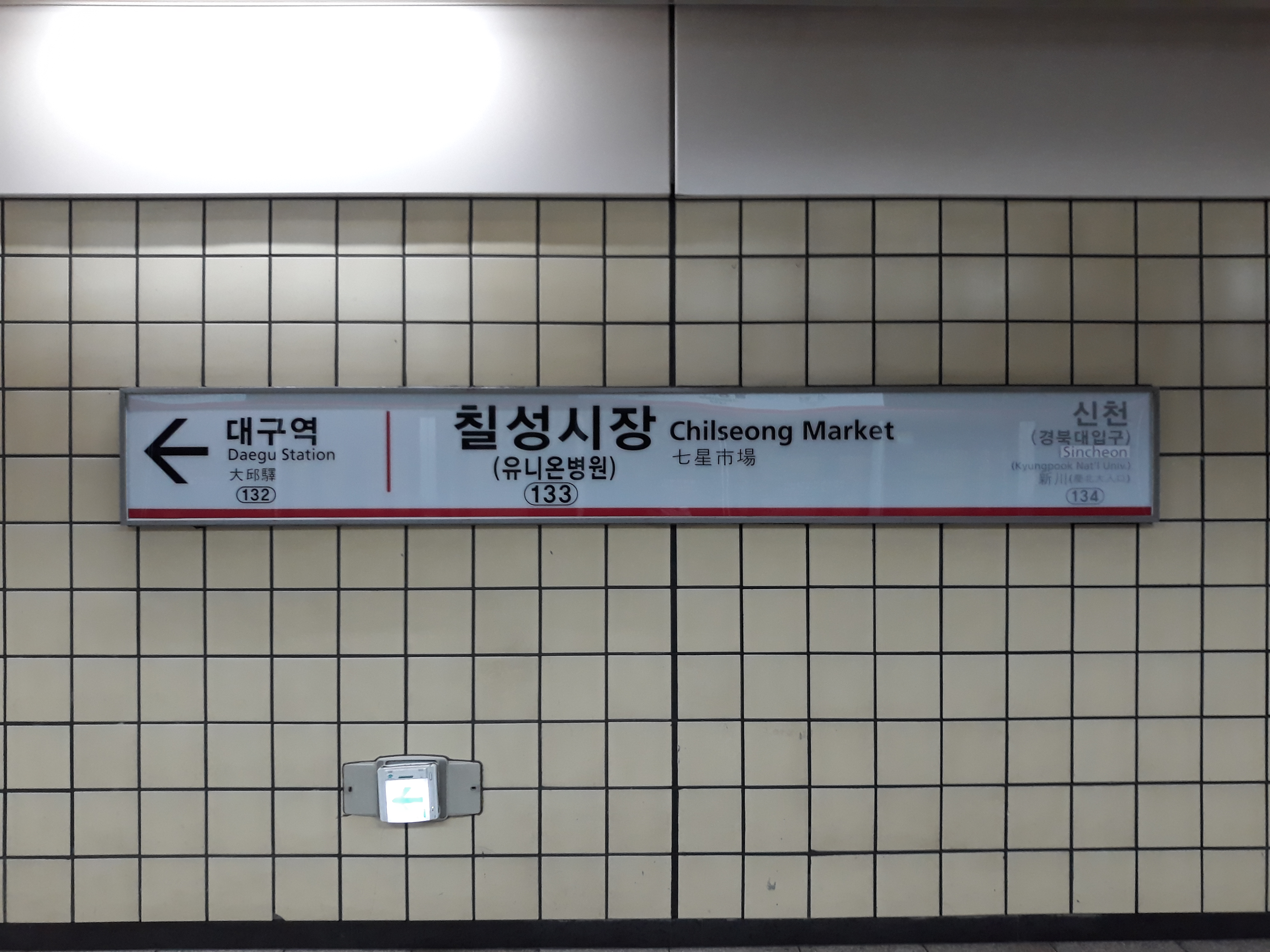
站名牌
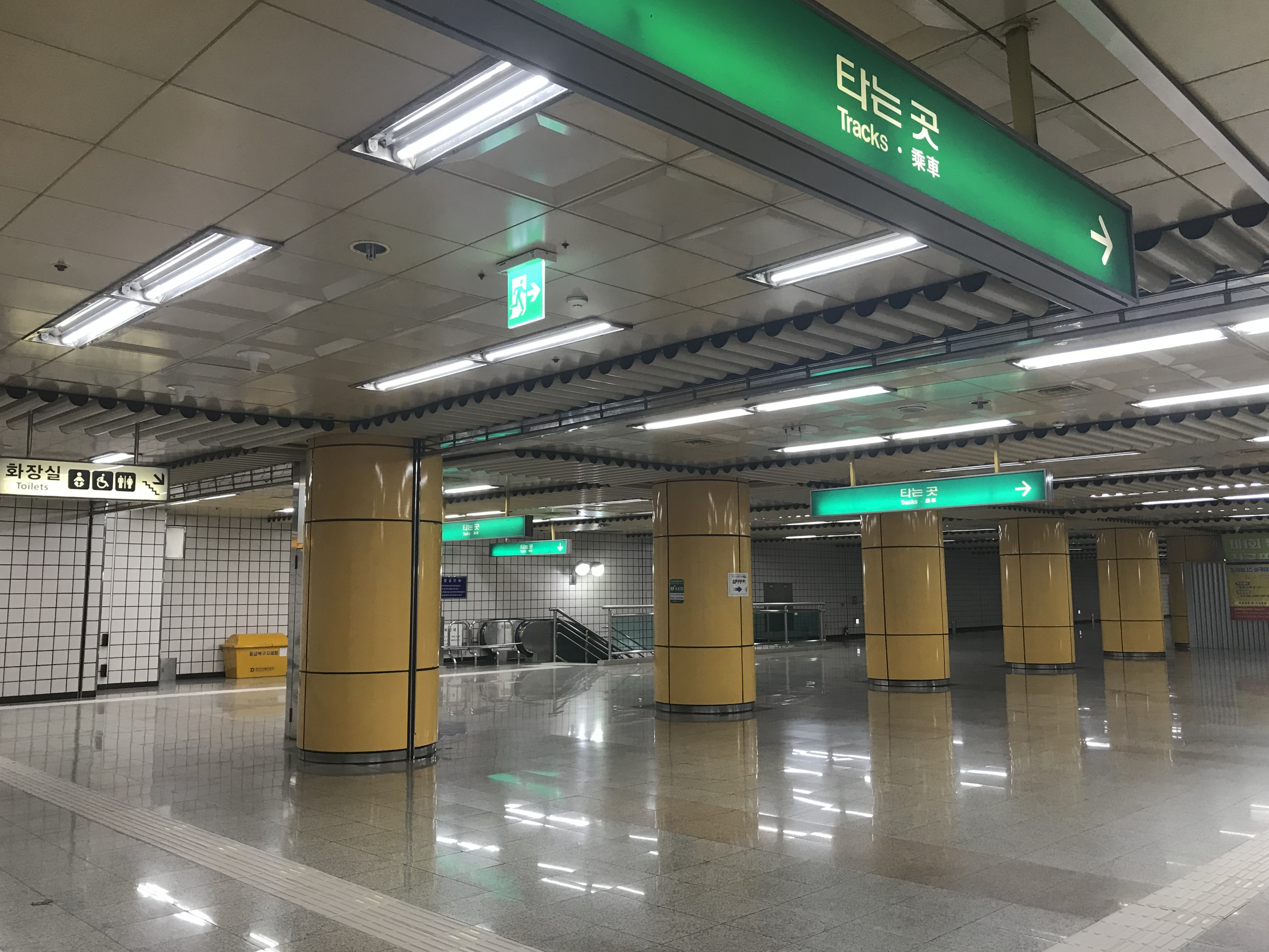
車站大廳
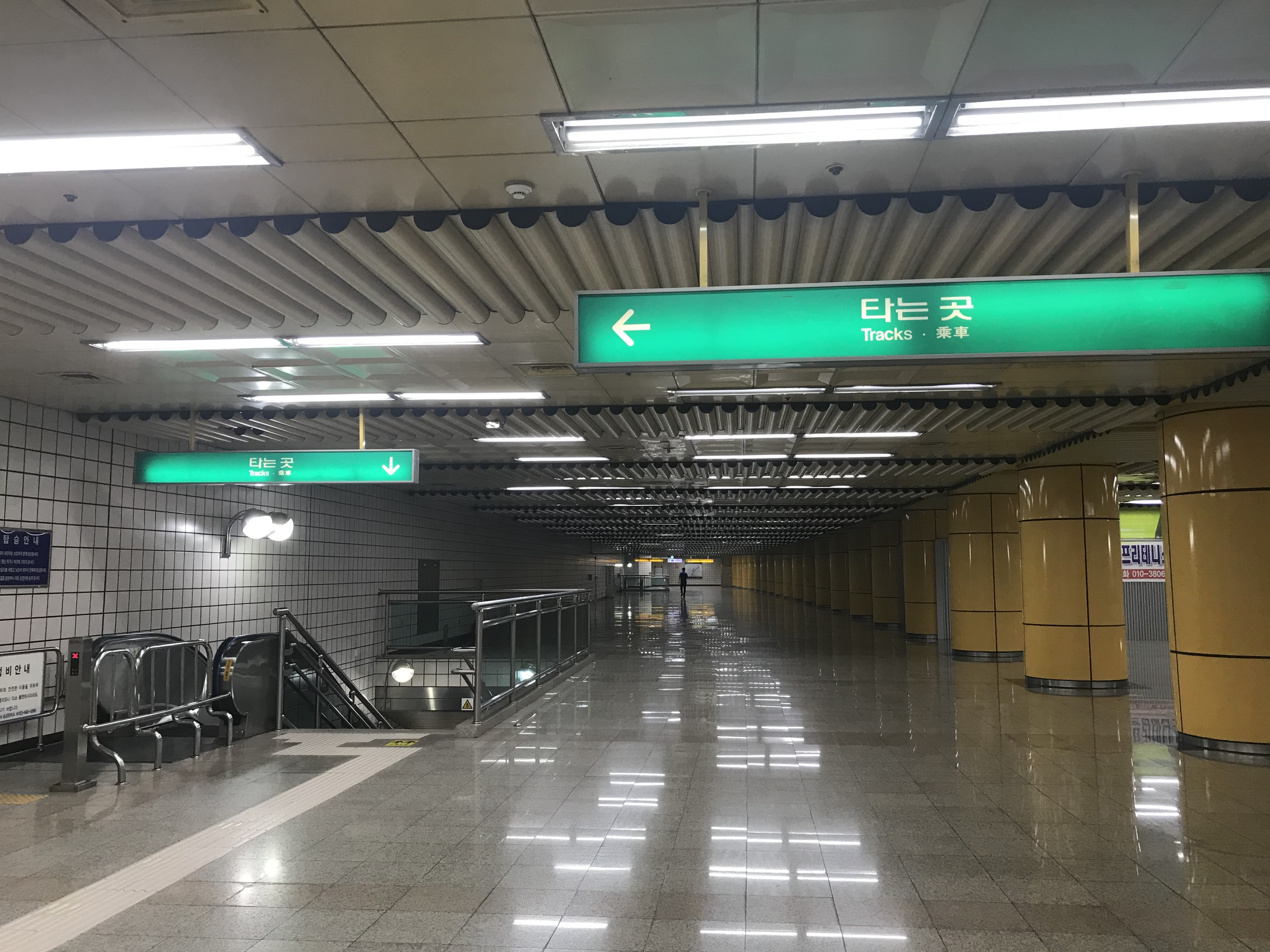
車站大廳
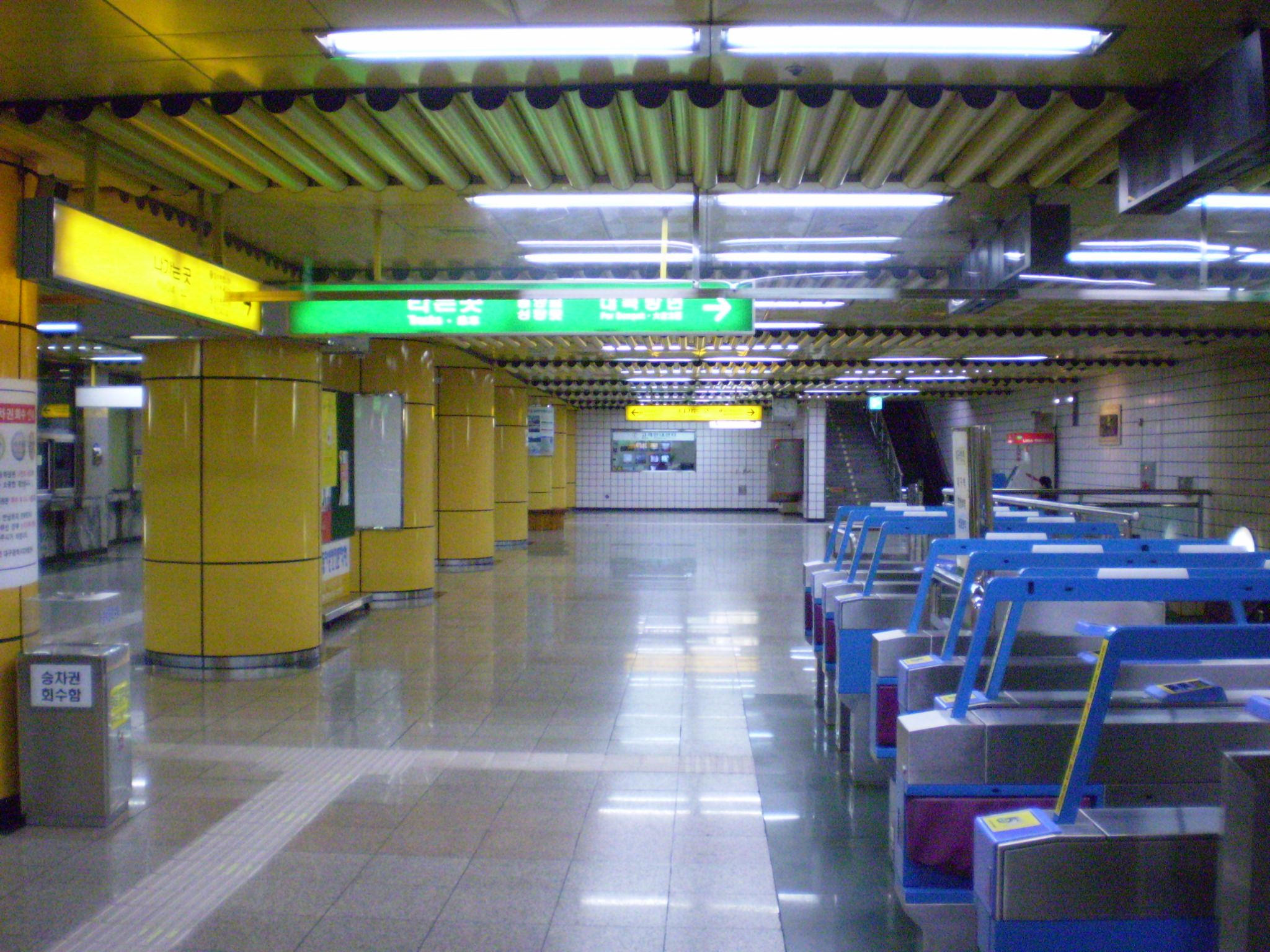
剪票閘口
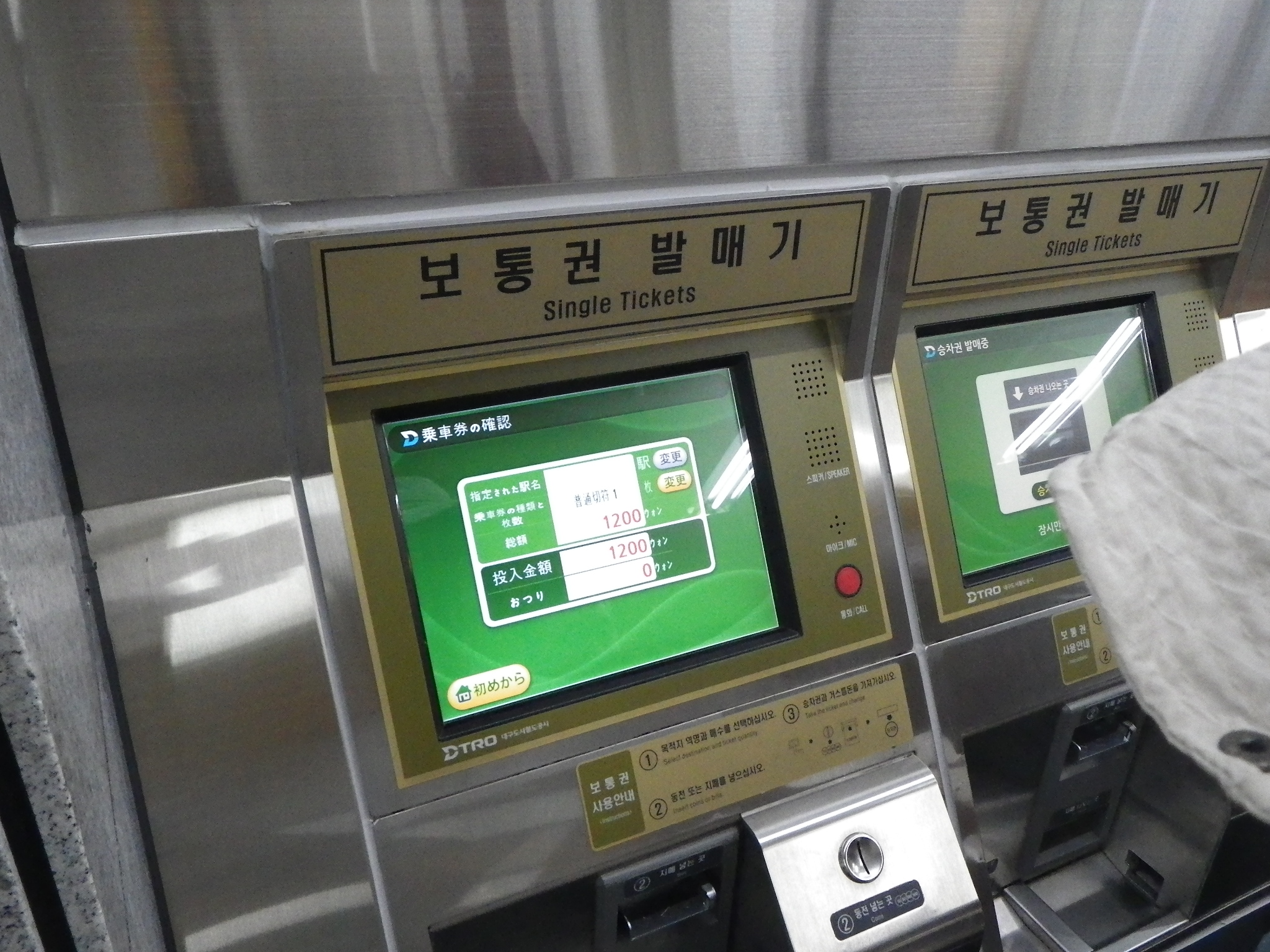
自動售票機
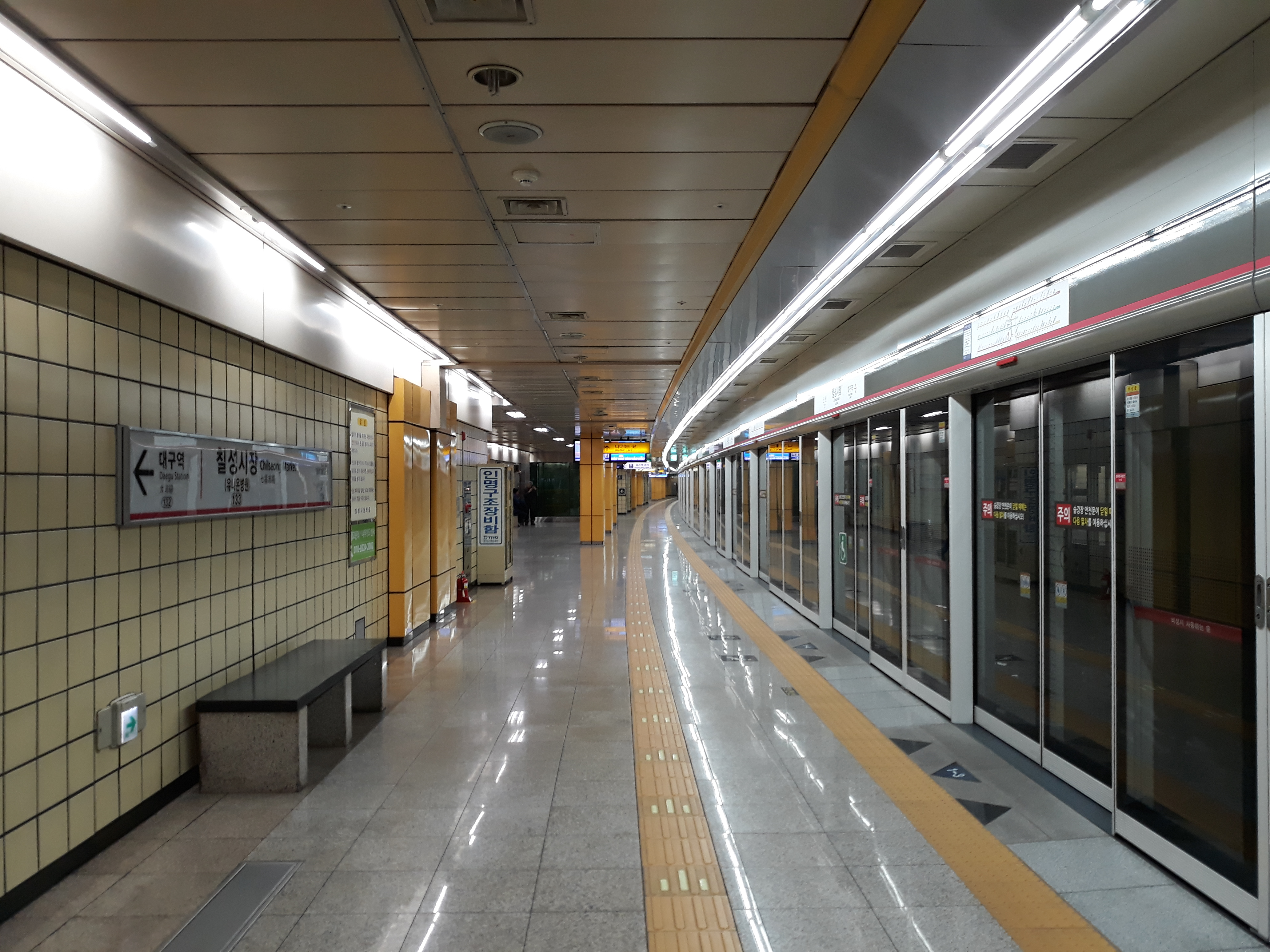
候車月台
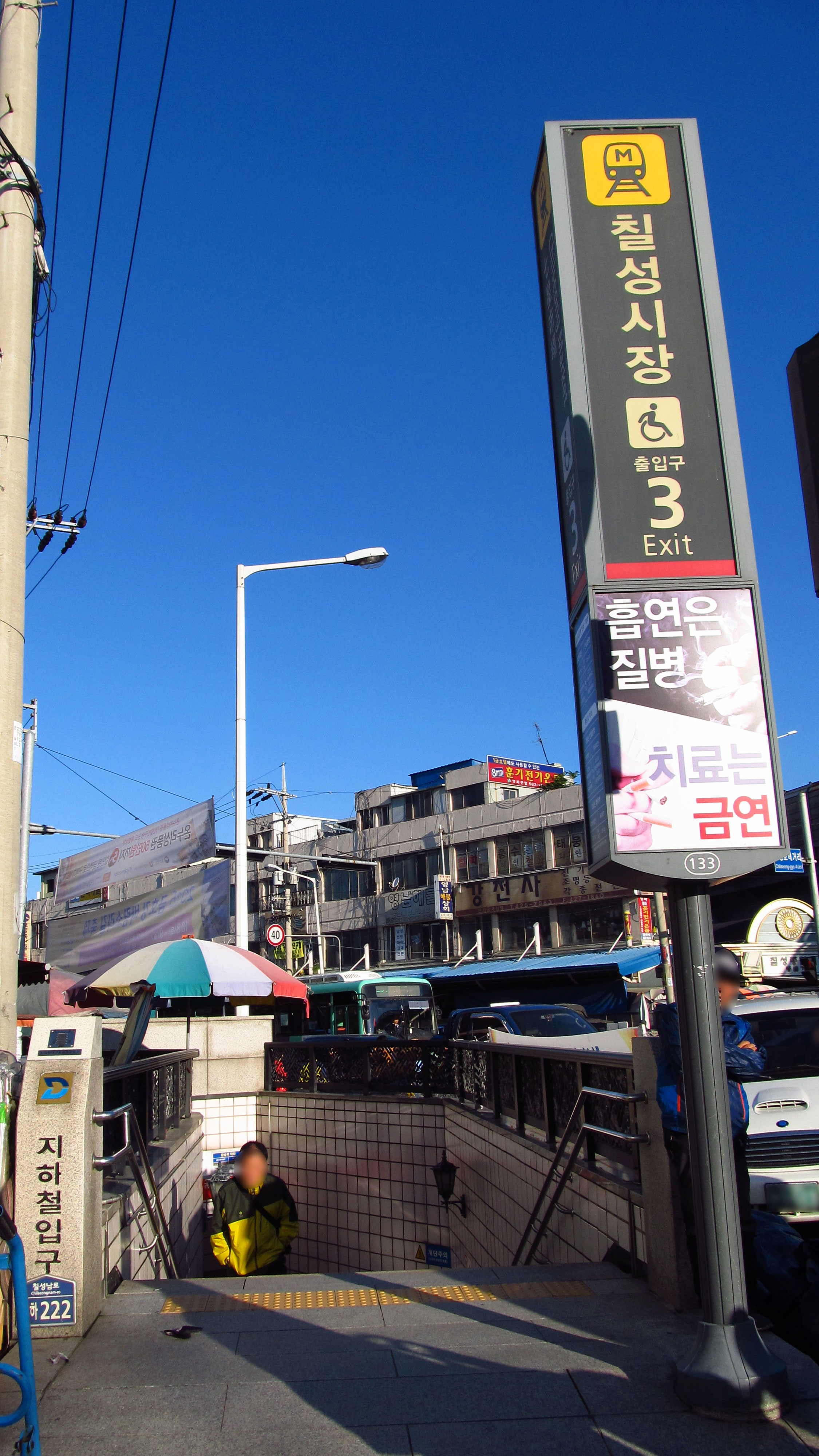
3號出口

## 相鄰車站
大邱都市鐵道公社
●大邱都市铁道1号线
大邱站（132）－七星市場（133）－新川（134）